# Русский обозреватель
«Ру́сский обозрева́тель» — российское общественно-политическое интернет-издание национально-консервативной ориентации. Выходит с июля 2008 года. Является идеологическим и фактическим преемником закрытого в декабре 2007 года «Русского проекта» «Единой России». Главный редактор — Егор Холмогоров.

## Кампании
Помимо чисто публицистической деятельности, сайт проводит информационные кампании по важным общественно-политическим вопросам. Знаковым стало участие «Русского Обозревателя» в так называемом «деле историков» на стороне авторов учебного пособия «История России. 1917—2009» — Вдовина и Барсенкова. Накануне Всероссийской переписи населения 2010 года «Русский Обозреватель» стал инициатором кампании в Интернете «Прими участие в переписи — скажи, что ты русский!», ставшей ответом на ранее прозвучавшие призывы записываться «представителями альтернативных национальностей» — казаками, кержаками, ингерманландцами и сибиряками. После осуждения Егора Бычкова, главы нижнетагильского фонда «Город без наркотиков», «Русский Обозреватель» начал кампанию по сбору подписей в его поддержку.

## Авторы
Несмотря на заявленную консервативную позицию издания, среди постоянных комментаторов «Русского Обозревателя» фигурируют известные персоны как левых, так и правых взглядов, за исключением крайних представителей обоих политических полюсов. «Русский Обозреватель» также активно сотрудничает с популярными блогерами (в первую очередь — с авторами «Живого Журнала»).
Среди ведущих авторов, колумнистов, обозревателей: Егор Холмогоров, Константин Крылов, Александр Дюков, Михаил Ремизов, Андрей Фурсов, Александр Елисеев, Борис Межуев, Авраам Болеслав Покой, Роман Носиков, Борис Борисов, Артём Акопян, Дмитрий Пучков (Гоблин), Анатолий Вассерман.